# Kadlín
Obec Kadlín se nachází v okrese Mělník, kraj Středočeský. Rozkládá se asi devatenáct kilometrů východně od Mělníka. Žije zde 145 obyvatel. Součástí obce je i vesnice Ledce.

## Historie
Kadlín je malá středočeská zemědělská vesnice nacházející se uprostřed mezi Mělníkem a Mladou Boleslaví. První písemná zpráva o Kadlínu pochází z roku 1346. Rovněž kostel Sv. Jakuba Většího je připomínán také ve 14. století. Z historie je zajímavou skutečností fakt, že obec byla čtyři století rozdělena mezi dvě vrchnosti a toto rozdělení bylo ukončeno až v roce 1849.
Vesnice nabízí projekt poznávací turistiky. K dispozici je návštěva staré kovářské nebo zemědělské techniky,[zdroj⁠?!] rozhledna Hradišť na stejnojmenném návrší, či kostel svatého Jakuba.

### Významní rodáci
- Václav Šubert (1825–1885), evangelický kazatel

### Územněsprávní začlenění
Dějiny územněsprávního začleňování zahrnují období od roku 1850 do současnosti. V chronologickém přehledu je uvedena územně administrativní příslušnost obce v roce, kdy ke změně došlo:
- 1850 země česká, kraj Jičín, politický okres Mladá Boleslav, soudní okres Bělá[5]
- 1855 země česká, kraj Mladá Boleslav, soudní okres Bělá
- 1868 země česká, politický okres Mnichovo Hradiště, soudní okres Bělá
- 1874 země česká, politický i soudní okres Mělník[6]
- 1939 země česká, Oberlandrat Mělník, politický i soudní okres Mělník[7]
- 1942 země česká, Oberlandrat Praha, politický i soudní okres Mělník[8]
- 1945 země česká, správní i soudní okres Mělník[9]
- 1949 Pražský kraj, okres Mělník[10]
- 1960 Středočeský kraj, okres Mělník
- 2003 Středočeský kraj, okres Mělník, obec s rozšířenou působností Mělník

### Rok 1932
Ve vsi Kadlín (338 obyvatel, katol. kostel) byly v roce 1932 evidovány tyto živnosti a obchody: 2 hostince, kolář, kovář, obuvník, obchod s ovocem a zeleninou, 7 rolníků, řezník, 2 obchody se smíšeným zbožím, Spořitelní a záložní spolek v Kadlíně, švadlena, trafika.

## Pamětihodnosti
- Kostel svatého Jakuba Většího
- Brána s brankou u čp.2

## Doprava
Dopravní síť
- Pozemní komunikace – Do obce vedou silnice III. třídy.
- Železnice – Železniční trať ani stanice na území obce nejsou.

Veřejná doprava 2012
- Autobusová doprava – Obec spojovaly autobusové linky s Mšenem (v pracovních dnech 6 spojů) (dopravce Kokořínský SOK, s. r. o.) a s Mladou Boleslaví (v pracovních dnech 3 spoje) (dopravce TRANSCENTRUM bus, s. r. o.). O víkendu byla obec bez dopravní obsluhy.

## Turistika
Obcí vede cyklotrasa č. 0009 Mělnické Vtelno - Kadlín - Stránka - Mšeno.